# Respire
Respire è un film del 2014 diretto da Mélanie Laurent.

## Trama
Charlie è una ragazza di 17 anni che vive nella periferia francese, dove frequenta il liceo e conduce la normale vita tipica degli adolescenti. Il suo destino cambia irreversibilmente quando a scuola arriva una nuova compagna di classe, Sarah. Quest'ultima, con la sua spiccata personalità, conquista subito le attenzioni di Charlie ed un'intensa quanto ambigua relazione non tarda a nascere tra le due.
Caratterizzato dalla profonda gelosia della protagonista e dai ripetuti abusi psichici da parte di Sarah, il rapporto tra le due va presto disgregandosi, ma solo in apparenza. Charlie, nonostante si mostri consapevole della malsana amicizia, non riesce a distaccarsi mentalmente dalla compagna, che a sua volta continua ad esercitare forti pressioni psicologiche le quali arrivano a sfociare in atti di bullismo.
Dopo aver scoperto il problema di alcolismo della madre di Sarah, Charlie si lascia nuovamente conquistare dall'amica-carnefice e ancora una volta diviene oggetto della sua crudeltà. Arrivata al colmo della sopportazione e trovandosi di fronte all'atteggiamento sfrontato di Sarah, Charlie si lascia andare ad un irrefrenabile impulso e pone finalmente termine alla loro relazione, nel modo più inquietante possibile.